# Џигава
Џигава је једна од држава Нигерије. Налази се на северу земље, а главни град државе је Дуце. Држава Џигава је формирана 1991. године и има 4.988.888 становника (подаци из 2005). Најзначајније етничке групе у држави су Хауса, Канури и Нингава. Ово је једна од држава Нигерије у којима је уведен шеријатски закон. 